# Take Me to the Pilot
"Take Me to the Pilot" är en rocklåt framförd av Elton John, som även skrev melodin medan Bernie Taupin skrev texten. Den låg på Elton Johns självbetitlade album 1970.
Den släpptes 1970 som andra singel ut från albumet, tillsammans med "Your Song." Båda spelades ofta i radio, men "Your Song" föredrogs av discjockeys och ersatte "Take Me to the Pilot" som A-sida, och båda blev 10-i-topp-hits i Storbritannien och USA.

## Låtskrivande och inspiration
Många tycker sångtexten är svår att förstå, och Bernie Taupin sa själv att han inte har någon aning om vad texten handlar om och jämfört den med poeter som "Baudelaire och Rimbaud, vilka bara satte ihop lite ord".

## Låthistorik
Sedan släppet 1970 har "Take Me to the Pilot" blivit vanlig på hans livekonserter och kan höras på många av hans konsertinspelningar – från bland annat hans musiker från det tidiga 1970-talet; basisten Dee Murray och trummisen Nigel Olsson på 11-17-70 (1970) samt Live in Australia with the Melbourne Symphony Orchestra (1987) med en stor orkester. Låten har även spelats in som coverversioner av bland annat Jose Feliciano, folk/bluesgitarristen Buzzy Linhart, R&B-vokalisten Ben E. King, bluesikonen Odetta, pianisten Nate Hopkins, en duett mellan Al Jarreau och Gloria Loring, George Huff i tredje säsongen av American Idol. The Who har inslag i den från "Saturday Night's Alright for Fighting" på Two Rooms: The Songs of Elton John and Bernie Taupin, ett tributalbum till Elton John och Bernie Taupin. 1983 spelade Kikki Danielsson in en cover på låten på albumet Singles Bar.

## Format och spårlista
- 1970, USA, 7"-singel

1. . "Take Me to the Pilot" 3:43
2. . "Your Song" 3:57

- 1988 USA, 7"-singel

1. "Take Me to the Pilot (live)" 3:58
2. "Tonight (live)" 7:26

- 1992 USA, 7"-singel

1. "Nikita"
2. "Take Me to the Pilot"

- 1995 USA, CD-singel

1. "Blessed" 4:19
2. "Honky Cat (live)" 7:05
3. "Take Me to the Pilot (live)" 5:55
4. "The Bitch is Back (live)" 4:26